# Yanling
Yanling  (en chino, 炎陵; pinyin, Yánlíng) es un condado  bajo la administración directa de la Prefectura Zhuzhou en la Provincia de Hunan, República Popular China.  Su área es de 2029 km² y su población total para 2014 superó los 200 mil habitantes. 

## Administración
Desde enero de 2024, el  Condado Yanling  se divide en 10 pueblos que se administran en 5 poblados,  4 villas y 1 villa étnica. 

## Toponimia
El topónimo Yanling se compone de los sinogramas Yan (nombre propio) y Ling (mausoleo).
En 1994, el Condado Ling (酃县) pasó a llamarse Yanling por el mausoleo (Ling) del emperador Yan (Yan), ubicado en esa zona.

## Clima
El condado de Yanling es una zona climática húmeda monzónica subtropical con un período de frío corto, primavera rápida y calentamiento temprano, fuertes lluvias en primavera y sequía a fines del verano y otoño. Tiene un clima tridimensional único en áreas montañosas, con diferentes altitudes y condiciones climáticas. Las cuatro estaciones son distintas, la diferencia de temperatura entre el día y la noche es grande, no hay frío en invierno y no hay calor en verano. La luz solar anual es de 1500 horas, y la radiación solar promedio es de 86.6 ~ 105.1 kcal / cm². La temperatura media anual es de entre 12,1 y 17,2 °C, y el período sin heladas es de 288 días. 
La temperatura extremadamente alta es de 39.1 °C (15 de agosto de 1998), la temperatura extrema baja es de -9.3 °C (9 de febrero de 1972). La precipitación promedio anual es de 1761.5 mm y la precipitación promedio es de 183 días. Es una de las áreas más lluviosas en Hunan.
Según la temperatura promedio, las temporadas de primavera y otoño son cortas, y las temporadas de verano e invierno son largas. Según las estadísticas de la Oficina Meteorológica del Condado, la primavera empieza el 20 de marzo, con una duración de 70 días, el 29 de mayo empieza el verano, con una duración de 112 días, el 18 de septiembre empieza el otoño, con una duración de 65 días y el 22 de noviembre empieza el invierno que dura 118 días. Debido al complejidad del terreno en el condado, la duración de las cuatro estaciones varía de un lugar a otro.
| Parámetros climáticos promedio de Yanling (1981−2010) | Parámetros climáticos promedio de Yanling (1981−2010) | Parámetros climáticos promedio de Yanling (1981−2010) | Parámetros climáticos promedio de Yanling (1981−2010) | Parámetros climáticos promedio de Yanling (1981−2010) | Parámetros climáticos promedio de Yanling (1981−2010) | Parámetros climáticos promedio de Yanling (1981−2010) | Parámetros climáticos promedio de Yanling (1981−2010) | Parámetros climáticos promedio de Yanling (1981−2010) | Parámetros climáticos promedio de Yanling (1981−2010) | Parámetros climáticos promedio de Yanling (1981−2010) | Parámetros climáticos promedio de Yanling (1981−2010) | Parámetros climáticos promedio de Yanling (1981−2010) | Parámetros climáticos promedio de Yanling (1981−2010) |
| Mes                                                   | Ene.                                                  | Feb.                                                  | Mar.                                                  | Abr.                                                  | May.                                                  | Jun.                                                  | Jul.                                                  | Ago.                                                  | Sep.                                                  | Oct.                                                  | Nov.                                                  | Dic.                                                  | Anual                                                 |
| ----------------------------------------------------- | ----------------------------------------------------- | ----------------------------------------------------- | ----------------------------------------------------- | ----------------------------------------------------- | ----------------------------------------------------- | ----------------------------------------------------- | ----------------------------------------------------- | ----------------------------------------------------- | ----------------------------------------------------- | ----------------------------------------------------- | ----------------------------------------------------- | ----------------------------------------------------- | ----------------------------------------------------- |
| Temp. máx. abs. (°C)                                  | 27.6                                                  | 31.7                                                  | 35.6                                                  | 36.2                                                  | 36.8                                                  | 37.4                                                  | 41.6                                                  | 39.7                                                  | 38.5                                                  | 36.1                                                  | 33.8                                                  | 28.9                                                  | '                                                     |
| Temp. máx. media (°C)                                 | 10.9                                                  | 13.1                                                  | 17.1                                                  | 23.8                                                  | 28.2                                                  | 31.3                                                  | 34.5                                                  | 33.2                                                  | 29.6                                                  | 25.1                                                  | 19.6                                                  | 14.3                                                  | 23.4                                                  |
| Temp. media (°C)                                      | 6.3                                                   | 8.4                                                   | 12.1                                                  | 18.1                                                  | 22.5                                                  | 25.8                                                  | 28.0                                                  | 26.9                                                  | 23.8                                                  | 18.9                                                  | 13.3                                                  | 8.0                                                   | 17.7                                                  |
| Temp. mín. media (°C)                                 | 3.4                                                   | 5.5                                                   | 8.9                                                   | 14.3                                                  | 18.5                                                  | 21.9                                                  | 23.3                                                  | 23.0                                                  | 20.0                                                  | 14.8                                                  | 9.1                                                   | 4.0                                                   | 13.9                                                  |
| Temp. mín. abs. (°C)                                  | -5.2                                                  | -4.5                                                  | -3.6                                                  | 1.5                                                   | 8.3                                                   | 12.6                                                  | 16.8                                                  | 16.3                                                  | 10.8                                                  | 1.2                                                   | -2.6                                                  | -7.6                                                  | '                                                     |
| Precipitación total (mm)                              | 74.0                                                  | 111.0                                                 | 166.1                                                 | 198.6                                                 | 200.1                                                 | 226.6                                                 | 153.9                                                 | 173.6                                                 | 95.5                                                  | 73.5                                                  | 69.6                                                  | 48.0                                                  | 1590.5                                                |
| Humedad relativa (%)                                  | 83                                                    | 84                                                    | 84                                                    | 82                                                    | 81                                                    | 81                                                    | 77                                                    | 81                                                    | 82                                                    | 80                                                    | 80                                                    | 80                                                    | 81.3                                                  |
| Fuente: China Meteorological Data Service Center      |                                                       |                                                       |                                                       |                                                       |                                                       |                                                       |                                                       |                                                       |                                                       |                                                       |                                                       |                                                       |                                                       |

## Geografía
El condado de Yanling se encuentra en la sección central de la cordillera de Luojing en la frontera de Hunan y Jiangxi. El área total es de 2030.24, 59 kilómetros cuadrados, lo que representa el 0,96% del área total de la provincia. Mide 59 km de norte a sur y 51 de oeste a este. 
Yanling es un condado montañoso, representando el 86.9% del área total. El condado está cubierto básicamente por dos cadenas montañosas principales, el oeste es la montaña Bamian y el sureste es la montaña Wanyang. Las dos montañas están dispuestas en forma de "Y", que son todas ramas de las montañas Nanling. Todo el terreno es alto en el sureste y bajo en el noroeste. El punto más alto es el pico Shennong con una elevación de 2122.35 metros. El punto más bajo es La Cresta Enana con una elevación de 166 metros. La diferencia de altura vertical máxima es 1956.35 metros. La pendiente promedio es de 44 metros por kilómetro. Hay 549 picos de montaña por encima de los 1000 metros, de los cuales 197 son +1500 metros. Hay cuatro tipos de accidentes geográficos: montañas, colinas, colinas, llanuras y valles.